# Aeroportul Whale Cove
Aeroportul Whale Cove (IATA: YXN, ICAO: CYXN) este un aeroport din Whale Cove⁠(d), Nunavut, Canada ce deservește zona Whale Cove⁠(d). Aeroportul a fost tranzitat în 2011 de 6.178 de pasageri. A fost numit după zona deservită.
Situat la o altitudine de 12 m, aeroportul dispune de o singură pistă.